# Энглерт, Элис
Элис Аллегра Энглерт (англ. Alice Allegra Englert) — австралийская актриса.

## Биография
Элис Аллегра Энглерт родилась 15 июня 1994 года в Сиднее, в творческой семье. Её отец, Колин Энглерт, является режиссёром и продюсером, а мать, Джейн Кэмпион — кинематографист, создатель лент «Пианино», «Яркая звезда» и лауреат премии Оскар за лучший сценарий в 1993 году.
Элис все время путешествовала с родителями, но не сразу пошла по их стопам. В детстве её больше тянуло к музыке и рисованию. В 2001 году состоялся её дебют в короткометражке «Listen», и уже через пять лет она снялась в фильме по произведению своей матери «Дневник воды».
Наибольшая известность пришла в 2012 году, когда она сыграла роль в фильме «Бомба» наряду с актрисой Эль Фэннинг. Затем она снялась в готической мелодраме «Прекрасные создания», где исполнила главную роль Лены Дюкейн, а также приняла участие в съемках эпической картины «Вне времени» режиссёра Роланда Жоффе
. В 2015 году стала режиссёром и сценаристом короткометражного фильма «The Boyfriend Game».

## Фильмография
| Год  |     | Русское название                  | Оригинальное название         | Роль         |
| ---- | --- | --------------------------------- | ----------------------------- | ------------ |
| 2001 | кор | Слушай                            | Listen                        | девочка      |
| 2006 | кор | Дневник воды                      | The Water Diary               | Зигги        |
| 2008 | кор | Пламя Запада                      | Flame of the West             | Кейси        |
| 2008 | ф   | 8                                 | 8                             | Зигги        |
| 2012 | ф   | Бомба                             | Ginger & Rosa                 | Роза         |
| 2013 | ф   | В страхе                          | In Fear                       | Люси         |
| 2013 | ф   | Прекрасные создания               | Beautiful Creatures           | Лена Дюкейн  |
| 2014 | с   | Новые миры                        | New Worlds                    | Хоуп         |
| 2015 | с   | Джонатан Стрендж и мистер Норрелл | Jonathan Strange & Mr Norrell | леди Поул    |
| 2015 | ф   | Вне времени                       | The Lovers                    | Долли        |
| 2017 | с   | Вершина озера                     | Top of the Lake               | Мэри Эдвардс |
| 2019 | ф   | Они ползут за тобой               | Them That Follow              | Мара Чайлдс  |
| 2020 | с   | Рэтчед                            | Ratched                       | Долли        |
| 2021 | ф   | Власть пса                        | The Power of the Dog          | Бустер       |

## Награды и номинации
| Год  | Награда                              | Категория                          | Работа              | Результат |
| ---- | ------------------------------------ | ---------------------------------- | ------------------- | --------- |
| 2012 | Премия британского независимого кино | Лучшая актриса второго плана       | Бомба               | Номинация |
| 2013 | Women Film Critics Circle Awards     | Лучший женский актёрский ансамбль  | Бомба               | Победа    |
| 2013 | Teen Choice Awards                   | Choice Movie Actress: Romance      | Прекрасные создания | Номинация |
| 2013 | Teen Choice Awards                   | Choice Movie Breakout              | Прекрасные создания | Номинация |
| 2013 | Teen Choice Awards                   | Choice Movie: Liplock              | Прекрасные создания | Номинация |
| 2016 | Берлинский кинофестиваль             | Generation Kplus — Best Short Film | The Boyfriend Game  | Номинация |